# Операция Прериен огън
Операция Прериен огън (на английски: Operation Prairie fire) е кодовото име на операция на ВМС на САЩ, довела до въоръжен сблъсък между САЩ и Либия и станала кулминация на бойните действия в залива Сидра през 1986 г.

## Предпоставки
Дългогодишното напрежение между двете държави особено нараства след няколко терористични акта през 1985 г., при които загиват американски граждани. Сред тях са: отвличането на полет 847 на TWA на 14 юни 1985 г., отвличането на италианския круизен кораб Акиле Лауро (7 октомври), отвличането на полет 648 на EgyptAir (23 ноември) и атаките на летищата в Рим и Виена (27 декември). Според САЩ Либия е пряко отговорна за тези атентати с подкрепата си за тероризма, както и за прекия организатор на някои от тях – Абу Нидал.

## Операциите Attain Document
В отговор на атентатите, САЩ започват мащабни военноморски маневри под името Attain Document в залива Сидра. В тях участват три самолетоносача (Корал Сий, Саратога и Америка), пет крайцера, шест фрегати, 12 разрушителя, около 250 самолета и 27 000 души.
Те се провеждат край условната линия на 32° 30' северна ширина, свързваща градовете Бенгази и Мисурата. Тя е определена през 1973 г. от либийския лидер Муамар Кадафи и е обявена за новата граница на либийските териториални води. Наречена е от него „Линия на смъртта“, тъй като пресичането ѝ заплашва с ответна военна реакция.
Операциите Attain Document I и Attain Document II се провеждат съответно на 26 – 30 януари и 12 – 15 февруари и имат за цел да провокират либийската страна. Американските кораби демонстративно пресичат „Линията на смъртта“, оставайки в международни води, а по време на тези операции са извършени 130 прехвата на либийски самолети над залива Сидра, но до въоръжени стълкновения не се стига. Няколко пъти край американския флот с разузнавателна цел се появяват и съветски Ту-16, но са прехванати от палубните изтребители и отдалечени от корабните съединения.

## Операция Прериен огън
Операция Прериен огън (Attain Document III) се провежда в периода 23 – 29 март 1985 г. Тя има за допълнителна цел да събере разузнавателни сведения за новите съветски ЗРК С-200 (по класификацията на НАТО – SA-5 Gammon), като провокира използването им (предвижда се американските самолети да бъдат засечени и съпровождани от системите на комплексите, а те от своя страна да бъдат засечени от американските средства за радиоелектронно разузнаване).
На 24 март обаче, след демонстративен въздушен бой между две двойки F-14 и МиГ-25, по американски изтребители са изстреляни общо 6 ракети (три двуракетни залпа, първият в 13:54 h местно време) от комплексите С-200, които не улучват целите си.
Американският контраудар не закъснява – в 19:00 h от палубите на самолетоносачите стартират ударни самолети А-6Е, А-7Е и EA-6B, въоръжени с касетъчни боеприпаси, противокорабни и антирадарни ракети. Прикривани са от изтребители F-14 и F/A-18; радиоелектронното осигуряване се осъществява от самолети за ДРЛО Е-2С, във въздуха се намират и самолети за дозареждане KA-6D.
В 19:26 h двойка А-6Е откриват либийски катер клас La Combattante IIa и го потопяват. След около 40 минути са атакувани позиции на ЗРК С-200 с ракети AGM-88 HARM от самолети А-7Е. Няма сигурни попадения, но след тази атака за известно време либийските ЗРК преустановяват дейността си. Около 21:55 h е от два А-6Е е атакувана и тежко повредена либийска корвета от съветски проект 1234 (по НАТО – клас „Нанучка“), а малко по-късно крайцерът Йорктаун потопява с две ракети Харпун ракетния катер „Уахид“. Атакувано е пристанището в Бенгази, където с високоточните касетъчни боеприпаси Mk-20 Rockeye II е повреден един десантен кораб.
Около полунощ по американските самолети са изстреляни още няколко ракети от комплексите С-75 Двина (по НАТО – SA-2) и С-200, но отново без резултат. В отговор позициите на разкритите позиции на либийските ЗРК са обстреляни с ракети AGM-88 HARM, които повреждат няколко радарни установки, като поне две от тях са на С-200. Около 7:30 h на 25 март два А-6Е откриват и потопяват ракетна корвета от съветски проект 1234 (Нанучка).
Бойните действия в операция „Прериен огън“ приключват официално в 08:30 h.

## Последствия
Въоръженият сблъсък влошава допълнително и без това обтегнатите отношения между САЩ и Либия. На 5 април в дискотеката Ла Бел в Западен Берлин избухва бомба, която убива двама американски военнослужещи и турска сервитьорка, ранени са 229 души. Сведенията сочат за организатор либийското разузнаване, което става повод американския президент Роналд Рейгън да нареди нов въздушен удар по Либия – в резултат е проведена операция Елдорадо каньон.